# A Idade da Razão
A idade da razão (em francês: L'âge de raison) é um romance de Jean-Paul Sartre, publicado em 1945. O livro é o primeiro volume da trilogia Os Caminhos da Liberdade (em francês: Les Chemins de la liberté).

## Enredo
O romance, que se passa na Paris boêmia dos anos 30, gira em torno da vida de Mathieu, um professor de filosofia que procura dinheiro para pagar por um aborto para Marcelle, sua amante. Em três dias, vários personagens e suas ações são analisados, e as percepções e observações dos personagens recolhidas para dar ao leitor um retrato detalhado do personagem principal.

## Liberdade
A obra mostra claramente a noção existencialista sartreana e o perfil psicológico dos personagens - tomando decisões importantes para suas próprias vidas. Demonstra ainda como a concepção de Sartre sobre liberdade está intrinsecamente ligada à existência humana, sendo o alvo final desta existência.
Enquanto a novela progride, a narrativa do personagem expõe conceitos de Sartre sobre o que significa estar livre e como se opera no âmbito da sociedade com esta filosofia. Este romance é uma representação imaginária de seus trabalhos filosóficos principais (O ser e o nada) em que se alcança a liberdade suprema com o nada, ou, mais precisamente, sendo nada.